# Didier Faivre-Pierret
Didier Faivre-Pierret (nascido em 20 de abril de 1965) é um ex-ciclista francês. Representou França nos Jogos Olímpicos de Verão de 1992 em Barcelona, onde conquistou a medalha de bronze nos 100 km contrarrelógio por equipes, ao lado de Jean-Louis Harel, Hervé Boussard e Philippe Gaumont.